# 74
Aquesta pàgina és per a l'any. Per al nombre, vegeu setanta-quatre.
El 74 (LXXIV) fou un any comú començat en dissabte del calendari julià.

## Esdeveniments
- L'Imperi Romà reincorpora la Selva Negra.
- Presa de Massada, últim nucli de resistència jueva.